# Kråknäsjärnet

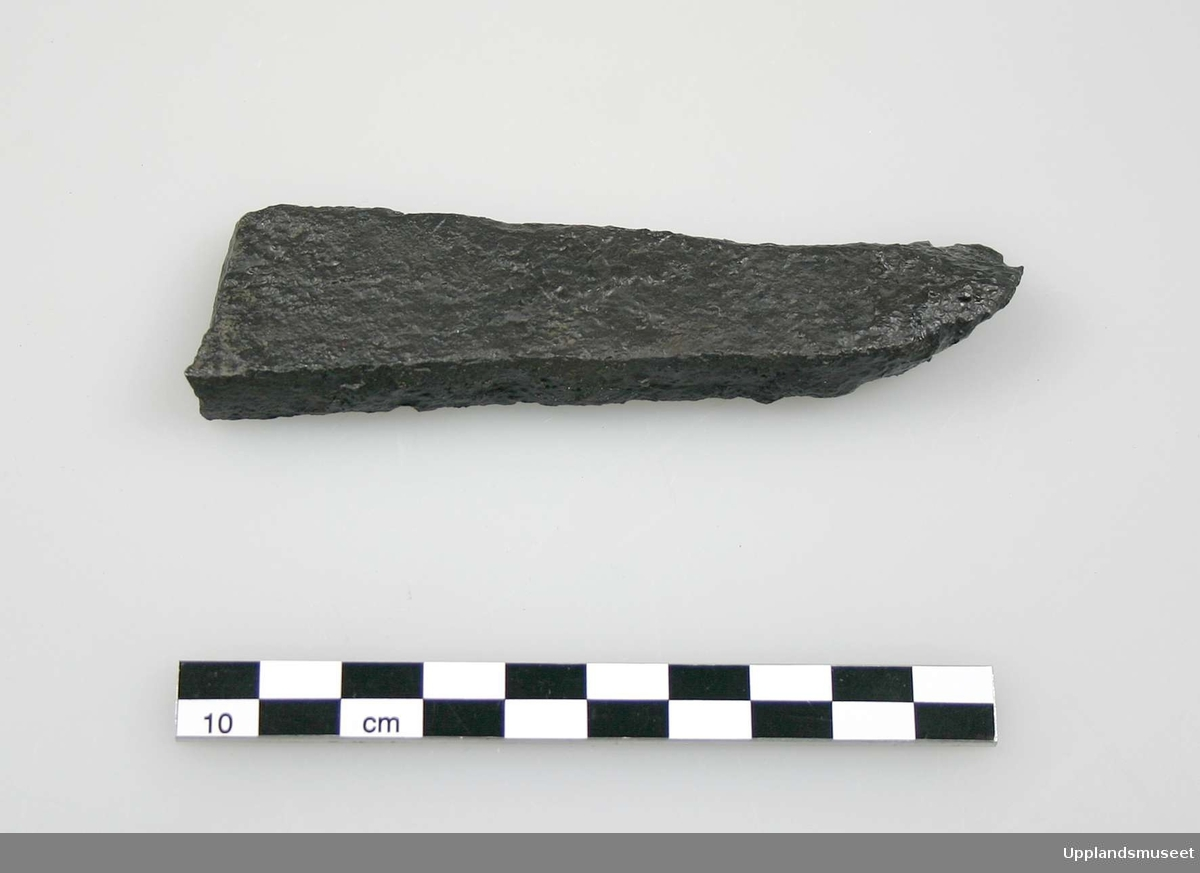
Ämnesjärn, arkeologiskt fynd i Uppsala, 2004.

Kråknäsfyndet eller Torsåkersjärnet (Gästrikland, Torsåker 406) är ett metallfynd som gjordes i april 1993 av amatörarkeolog Jonny Skogsberg med hjälp av metalldetektor. Fyndet består av tolv ämnesjärn och två blästerjärnsklumpar och påträffades på en höjd bredvid Hoån, några hundra meter syd-sydväst om Torsåkers kyrka. Ämnesjärnen är daterade (C14) till tiden omkring år 1, blästerklumparna är daterade till ca 500 e.Kr.
Ämnesjärnen är betydligt äldre än vad som tidigare antagits för denna typ av fynd och smältorna är vad man vet de enda i sitt slag i Europa. Smältorna är obearbetade och järnet håller mycket hög kvalitet.

## Analys av fyndet
Efter många år har man, sedan fyndet undersökts och analyserats, börjat förstå vad det var han hittade. Spadformiga ämnesjärn är ett halvfabrikat avsett för handel. Formen tror man kom till för att ge köparen möjlighet att bedöma järnets kvalitet. Man har hittat spadformiga ämnesjärn på flera ställen i landet, främst i Jämtland, Medelpad, Hälsingland och Gästrikland. Alla har liknande form men varierar i storlek. De man hittat tidigare i Gästrikland hör till de större men är inte så stora som Kråknäsjärnen. Bara i båtgravarna i Valsgärde, Uppsala har man hittat ämnesjärn av liknande storlek. Järnen från Kråknäset är c:a 55 cm långa och väger c:a 1 kg var. Av alla spadformiga ämnesjärn man hittat är bara några få C14-daterade men man anser att de flesta är gjorda under yngre järnålder (500-1000 e.Kr.). Ett av Kråknäsjärnen har C14-daterats. Det tillverkades kring Kristi födelse, vilket gör det till det äldsta, nu kända, spadformiga ämnesjärnet.
De två smältorna (lupparna) är ett helt unikt fynd. Ingen annanstans har man hittat så gamla obearbetade järnsmältor. Den ena smältan väger c:a 25 kg den andra c:a 33 kg. Järnet är av mycket god kvalitet. Forskarna förvånas över hur lite slagg smältorna innehåller trots att de inte är bearbetade utan tagna direkt ur en blästerugn för länge sedan. En kolbit från en av smältorna har C14-daterats till c:a 500-600 e.Kr.
Under oktober 2001 presenterades Kråknäsfyndet för forskare från sexton länder vid en internationell konferens "The Introduction of Iron in Eurasia" i Uppsala. Där väckte fyndet ett stort intresse bland världens främsta forskare inom området och föreningen knöt många värdefulla kontakter.